# 海南暗罗
海南暗罗（学名：Polyalthia laui）为番荔枝科暗罗属的植物，是中国的特有植物。分布于中国大陆的海南等地，生长于海拔150米至1,100米的地区，多生在低海拔至中海拔的山地常绿阔叶林中，目前尚未由人工引种栽培。

## 别名
藤椿（海南吊罗山）；大黑皮藤椿（海南尖峰岭）；山蕉槁（海南嘉积）